# Diors
Diors est une commune française située dans le département de l'Indre, en région Centre-Val de Loire.

## Géographie

### Localisation
La commune est située dans l'est du département, dans la région naturelle de la Champagne berrichonne.
Les communes limitrophes sont : Sainte-Fauste (4 km), Mâron (4 km), Montierchaume (6 km), Étrechet (6 km), Neuvy-Pailloux (7 km) et Déols (9 km).
Les communes chefs-lieux et préfectorales sont : Ardentes (10 km), Châteauroux (10 km), Issoudun (18 km), La Châtre (30 km) et Le Blanc (62 km).

### Hameaux et lieux-dits
Les hameaux et lieux-dits de la commune sont : Chignay, Fourches, Domaine des Rogeais, les Loges des Rogeais, la Martinerie et la Caillaudière.

### Géologie et hydrographie
La commune est classée en zone de sismicité 2, correspondant à une sismicité faible.

### Climat
Pour des articles plus généraux, voir Climat du Centre-Val de Loire et Climat de l'Indre.
En 2010, le climat de la commune est de type climat océanique dégradé des plaines du Centre et du Nord, selon une étude du CNRS s'appuyant sur une série de données couvrant la période 1971-2000. En 2020, Météo-France publie une typologie des climats de la France métropolitaine dans laquelle la commune est exposée à un climat océanique altéré et est dans une zone de transition entre les régions climatiques « Centre et contreforts nord du Massif Central » et « Ouest et nord-ouest du Massif Central ».
Pour la période 1971-2000, la température annuelle moyenne est de 11,4 °C, avec une amplitude thermique annuelle de 15,4 °C. Le cumul annuel moyen de précipitations est de 771 mm, avec 11,6 jours de précipitations en janvier et 7,1 jours en juillet. Pour la période 1991-2020, la température moyenne annuelle observée sur la station météorologique de Météo-France la plus proche, « Châteauroux Déols », sur la commune de Déols à 8 km à vol d'oiseau, est de 12,1 °C et le cumul annuel moyen de précipitations est de 728,6 mm,. Pour l'avenir, les paramètres climatiques de la commune estimés pour 2050 selon différents scénarios d'émission de gaz à effet de serre sont consultables sur un site dédié publié par Météo-France en novembre 2022.

### Voies de communication et transports
Le territoire communal est desservi par les routes départementales : 49, 80, 105 et 925.
La ligne des Aubrais - Orléans à Montauban-Ville-Bourbon passe par le territoire communal. Les gares ferroviaires les plus proches sont les gares de Neuvy-Pailloux (10 km) et Châteauroux (11 km).
Diors est desservie par la ligne 5 du réseau de bus Horizon.
L'aéroport le plus proche est l'aéroport de Châteauroux-Centre, à 12 km.

## Urbanisme

### Typologie
Au 1er janvier 2024, Diors est catégorisée commune rurale à habitat dispersé, selon la nouvelle grille communale de densité à sept niveaux définie par l'Insee en 2022.
Elle est située hors unité urbaine. Par ailleurs la commune fait partie de l'aire d'attraction de Châteauroux, dont elle est une commune de la couronne,. Cette aire, qui regroupe 71 communes, est catégorisée dans les aires de 50 000 à moins de 200 000 habitants,.

### Occupation des sols
L'occupation des sols de la commune, telle qu'elle ressort de la base de données européenne d’occupation biophysique des sols Corine Land Cover (CLC), est marquée par l'importance des territoires agricoles (77,5 % en 2018), une proportion sensiblement équivalente à celle de 1990 (77,6 %). La répartition détaillée en 2018 est la suivante : 
terres arables (76,3 %), forêts (17,5 %), zones industrielles ou commerciales et réseaux de communication (3,2 %), zones agricoles hétérogènes (1,2 %), zones urbanisées (1,1 %), milieux à végétation arbustive et/ou herbacée (0,7 %). L'évolution de l’occupation des sols de la commune et de ses infrastructures peut être observée sur les différentes représentations cartographiques du territoire : la carte de Cassini (XVIIIe siècle), la carte d'état-major (1820-1866) et les cartes ou photos aériennes de l'IGN pour la période actuelle (1950 à aujourd'hui).

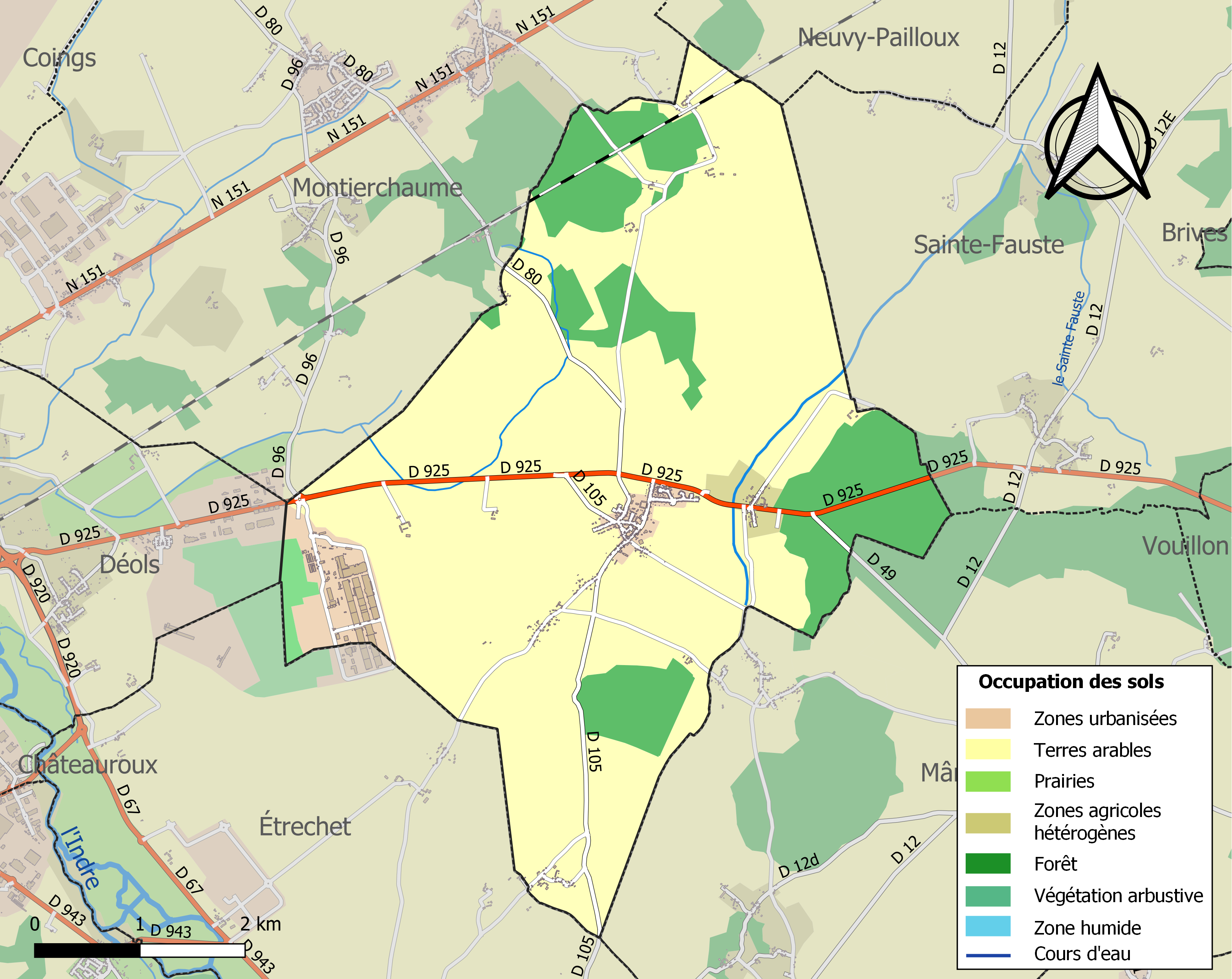
Carte des infrastructures et de l'occupation des sols de la commune en 2018 (CLC).

### Logement
Le tableau ci-dessous présente le détail du secteur des logements de la commune :
| Date du relevé                                              | 2013   | 2015   |
| Nombre total de logements                                   | 305    | 310    |
| Résidences principales                                      | 95,5 % | 95,8 % |
| Résidences secondaires                                      | 1,4 %  | 1,3 %  |
| Logements vacants                                           | 3,1 %  | 2,9 %  |
| Part des ménages propriétaires de leur résidence principale | 74,7 % | 74,7 % |

### Risques majeurs
Le territoire de la commune de Diors est vulnérable à différents aléas naturels : météorologiques (tempête, orage, neige, grand froid, canicule ou sécheresse), feux de forêts, mouvements de terrains et séisme (sismicité faible). Il est également exposé à un risque technologique,  le transport de matières dangereuses. Un site publié par le BRGM permet d'évaluer simplement et rapidement les risques d'un bien localisé soit par son adresse soit par le numéro de sa parcelle.

#### Risques naturels
Pour anticiper une remontée des risques de feux de forêt et de végétation vers le nord de la France en lien avec le dérèglement climatique, les services de l’État en région Centre-Val de Loire (DREAL, DRAAF, DDT) avec les SDIS ont réalisé en 2021 un atlas régional du risque de feux de forêt, permettant d’améliorer la connaissance sur les massifs les plus exposés. La commune, étant pour partie dans le massif de Maron, est classée au niveau de risque 4, sur une échelle qui en comporte quatre (1 étant le niveau maximal).

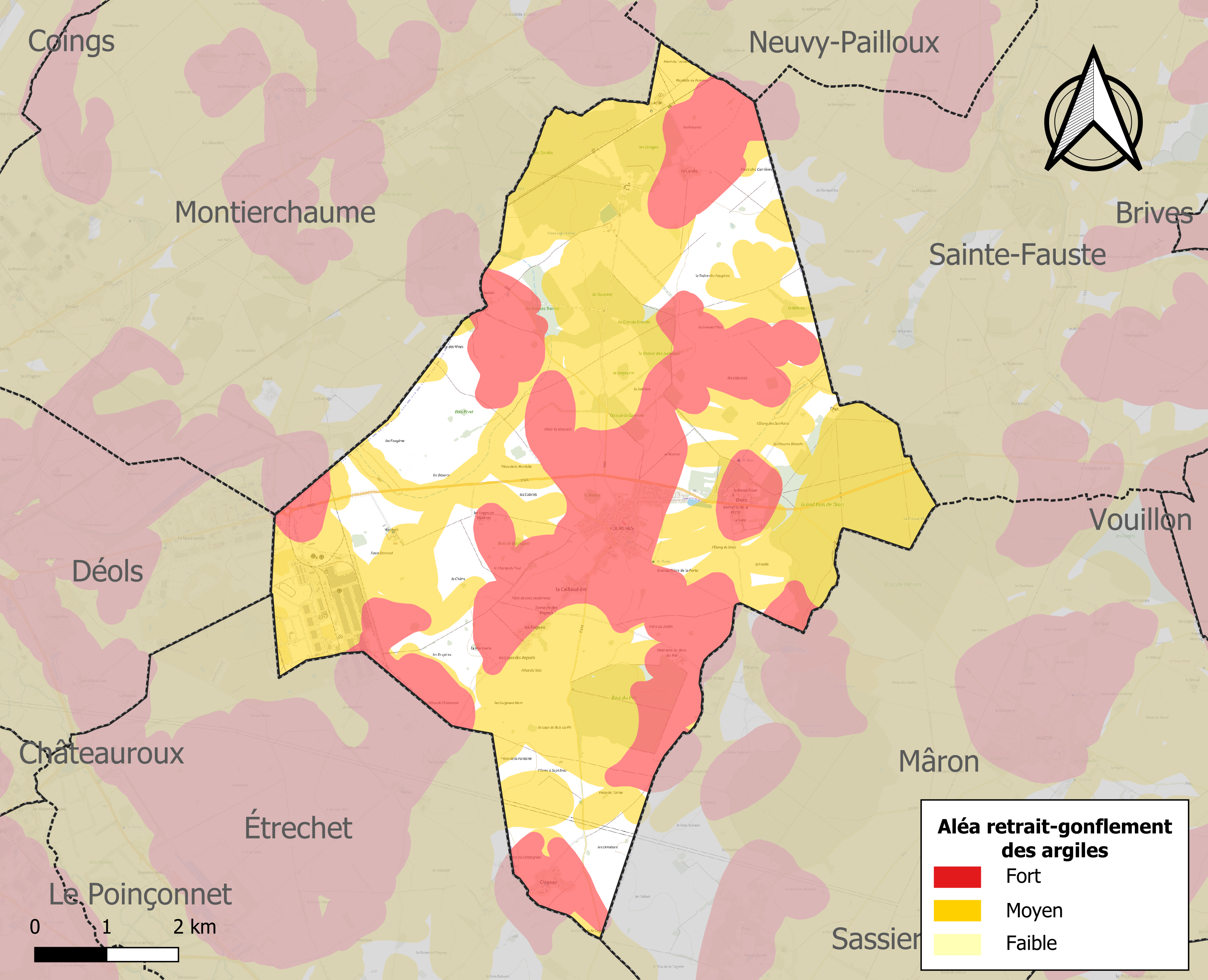
Carte des zones d'aléa retrait-gonflement des sols argileux de Diors.

Les mouvements de terrains susceptibles de se produire sur la commune sont des tassements différentiels.
Le retrait-gonflement des sols argileux est susceptible d'engendrer des dommages importants aux bâtiments en cas d’alternance de périodes de sécheresse et de pluie. 85,1 % de la superficie communale est en aléa moyen ou fort (84,7 % au niveau départemental et 48,5 % au niveau national). Sur les 328 bâtiments dénombrés sur la commune en 2019, 317 sont en aléa moyen ou fort, soit 97 %, à comparer aux 86 % au niveau départemental et 54 % au niveau national. Une cartographie de l'exposition du territoire national au retrait gonflement des sols argileux est disponible sur le site du BRGM,.
Concernant les mouvements de terrains, la commune a été reconnue en état de catastrophe naturelle au titre des dommages causés par la sécheresse en 1989, 1995, 1997, 2011, 2018 et 2019 et par des mouvements de terrain en 1999.

#### Risques technologiques
Le risque de transport de matières dangereuses sur la commune est lié à sa traversée par des infrastructures routières ou ferroviaires importantes ou la présence d'une canalisation de transport d'hydrocarbures. Un accident se produisant sur de telles infrastructures est en effet susceptible d’avoir des effets graves au bâti ou aux personnes jusqu’à 350 m, selon la nature du matériau transporté. Des dispositions d’urbanisme peuvent être préconisées en conséquence.

## Toponymie
Ses habitants sont appelés les Diorsais.

## Histoire
La communauté de Diors est touchée mais peu sévèrement par la crise démographique du début du XVIIIe siècle, puisqu’elle passe de 45 feux en 1709 à 43 en 1726.

## Politique et administration
La commune dépend de l'arrondissement de Châteauroux, du canton d'Ardentes, de la deuxième circonscription de l'Indre et de Châteauroux Métropole.
| Période                                  | Période   | Identité                                 | Étiquette | Qualité              |
| ---------------------------------------- | --------- | ---------------------------------------- | --------- | -------------------- |
| ?                                        | ?         | Bernadette de La Rochefoucauld,          |           |                      |
| mars 2001,                               | mars 2014 | Astrid Gaignault, fille de la précédente |           | Exploitante agricole |
| mars 2014                                | 2020      | Claude Durand                            | DVD       | Retraité             |
| 2020                                     | En cours  | Christian Baron                          |           |                      |
| Les données manquantes sont à compléter. |           |                                          |           |                      |

## Population et société

### Démographie
L'évolution du nombre d'habitants est connue à travers les recensements de la population effectués dans la commune depuis 1793. Pour les communes de moins de 10 000 habitants, une enquête de recensement portant sur toute la population est réalisée tous les cinq ans, les populations de référence des années intermédiaires étant quant à elles estimées par interpolation ou extrapolation. Pour la commune, le premier recensement exhaustif entrant dans le cadre du nouveau dispositif a été réalisé en 2005.

En 2022, la commune comptait 755 habitants, en évolution de −3,94 % par rapport à 2016 (Indre : −3 %, France hors Mayotte : +2,11 %).
| 1793 | 1800 | 1806 | 1821 | 1831 | 1836 | 1841 | 1846 | 1851 |
| ---- | ---- | ---- | ---- | ---- | ---- | ---- | ---- | ---- |
| 450  | 433  | 471  | 486  | 462  | 446  | 446  | 443  | 458  |

| 1856 | 1861 | 1866 | 1872 | 1876 | 1881 | 1886 | 1891 | 1896 |
| ---- | ---- | ---- | ---- | ---- | ---- | ---- | ---- | ---- |
| 470  | 460  | 478  | 494  | 473  | 432  | 459  | 453  | 441  |

| 1901 | 1906 | 1911 | 1921 | 1926 | 1931 | 1936 | 1946 | 1954 |
| ---- | ---- | ---- | ---- | ---- | ---- | ---- | ---- | ---- |
| 434  | 456  | 438  | 492  | 384  | 341  | 344  | 359  | 356  |

| 1962 | 1968 | 1975 | 1982 | 1990 | 1999 | 2005 | 2006 | 2010 |
| ---- | ---- | ---- | ---- | ---- | ---- | ---- | ---- | ---- |
| 321  | 291  | 266  | 546  | 617  | 676  | 756  | 767  | 712  |

| 2015 | 2020 | 2022 | - | - | - | - | - | - |
| ---- | ---- | ---- | - | - | - | - | - | - |
| 778  | 749  | 755  | - | - | - | - | - | - |

### Enseignement
La commune dépend de la circonscription académique d'Issoudun.

### Médias
La commune est couverte par les médias suivants : La Nouvelle République du Centre-Ouest, Le Berry républicain, L'Écho - La Marseillaise, La Bouinotte, Le Petit Berrichon, France 3 Centre-Val de Loire, Berry Issoudun Première, Vibration, Forum, France Bleu Berry et RCF en Berry.

## Économie
La commune se situe dans l’aire urbaine de Châteauroux, dans la zone d’emploi de Châteauroux et dans le bassin de vie de Châteauroux.
La commune se trouve dans l'aire géographique et dans la zone de production du lait, de fabrication et d'affinage du fromage Valençay.
La culture de la lentille verte du Berry est présente dans la commune.
Autrefois, elle eut une importance non négligeable, par l'extraction du minerai de fer qui était utilisé au XVIIIe siècle, par les forges de Clavières, toutes proches mais cette activité disparut avec la fermeture des forges en 1874.

## Culture locale et patrimoine
- Château de Diors (XVIe siècle) : il fut construit sur l'emplacement d'un château fort et a été presque totalement détruit par un bombardement en août 1944 ; dans la partie des communs qui a pu être sauvée était installé le Musée des trois guerres. Ce dernier a fermé définitivement ses portes en 1990 ; une grande partie des collections se trouve à Verdun.
- Église
- Monument aux morts
- Fonderie

### Personnalités liées à la commune
- Georges Pomiès (1902-1933), danseur, chanteur et acteur de cinéma français.